# Paraprotomyzon niulanjiangensis
Paraprotomyzon niulanjiangensis es una especie de peces de la familia Balitoridae en el orden de los Cypriniformes.

## Morfología
• Los machos pueden llegar alcanzar los 4,1 cm de longitud total.

## Distribución geográfica
Se encuentran en Asia: Yunnan (la China ).

## Hábitat
Es un pez de agua dulce y de clima tropical.